# Пухов Михайло Георгійович
Михайло Георгійович Пухов (рос. Михаи́л Гео́ргиевич Пу́хов, 3 січня 1944, Томськ — 21 січня 1995) — російський радянський письменник-фантаст, редактор, перекладач, учений-фізик та програміст.

## Біографія
Михайло Пухов народився в Томську в сім'ї відомого вченого-математика Георгія Євгеновича Пухова. У 1967 році Михайло Пухов закінчив Московський фізико-технічний інститут, а в 1972 році захистив кандидатську дисертацію, та почав працювати в Центральному науково-дослідницькому радіотехнічному інституті. Під час роботи в НДІ Пухов керував кількома науковими проектами, займався винахідницькою діяльністю. Одночасно Михайло Пухов займався і літературною діяльністю, яку розпочав ще в студентські роки. Першим його опублікованим оповіданням стало «Мисливська експедиція», опублікована у щорічній збірці «Фантастика-67» у 1968 році. У 1979 році Михайло Пухов переходить на творчу роботу, та стає завідувачем відділу фантастики журналу «Техника – молодежи». За час перебування Пухова на чолі відділу в журналі вперше в СРСР надруковані твори Артура Кларка «2010: Одіссея Два» і «Фонтани раю», та Едмонда Гемілтона «Зоряні королі» і «Повернення до зірок». Одночасно під керівництвом Пухова в журналі публікувалось і багато творів молодих радянських фантастів, зокрема Сергія Смирнова, з яким Пухов організував при журналі клуб шанувальників фантастики для учнів старших класів та студентів. Сам письменник також часто публікувався в низці періодичних видань, вийшли також три авторські збірки письменника. У своїй творчості Пухов надавав велику увагу точному і розлогому опису наукових ідей та фізичних явищ, а також обґрунтуванню наукових гіпотез. Проте більшість творчого доробку Пухова складають оповідання, опублікував він також кілька повістей, а єдиний його роман «Дуельный зал» так і залишився незавершеним, і за життя автора виходили друком лише частини роману. Також Михайло Пухов відомий як перекладач на російську мову з болгарської, польської та англійської мов. Його твори перекладені кількома мовами, зокрема польською та німецькою. З 1985 року Пухов займався також розробкою ігор для програмованих мікрокалькуляторів, та вперше в світі написав оповідання за мотивами розробленої ним самим комп'ютерної гри.
У кінці 1994 року лікарі виявили у Михайла Пухова рак. Незважаючи на проведену операцію, стан письменника продовжував погіршуватися. Проте, незважаючи на важку хворобу, Пухов навіть з лікарняного ліжка зумів передавати до періодичних видань нові статті та репортажі. 21 січня 1995 року після різкого погіршення стану Михайло Пухов помер.

### Повісті
- 1982 — Станет светлее
- 1985 — Путь к Земле
- 1985 — Разветвление
- 1990 — Брошен ввысь
- 1994 — Змей из-под пространства

### Оповідання
- 1968 — Охотничья экспедиция
- 1970 — Пропажа
- 1970 — Потеря монополии
- 1982 — Столкновение
- 1971 — Палиндром в Антимир
- 1972 — Картинная галерея
- 1973 — Случайная последовательность
- 1974 — Над бездной
- 1975 — По использовании уничтожить
- 1975 — Необычное столкновение
- 1975 — Костры строителей
- 1976 — Все цветы Земли
- 1977 — Цейтнот
- 1977 — Свет звезд
- 1977 — На попутной ракете
- 1977 — Нитка бус
- 1977 — Восьмая посадка
- 1977 — Контратака
- 1977 — Услуга мага
- 1978 — Терминатор
- 1978 — Черный Шар
- 1978 — Точки для прямой*"
- 1979 — Как был получен первый литературный гонорар
- 1979 — Окно в Футурозой
- 1979 — Спасение жизни
- 1980 — Машина памяти
- 1980 — Контакт! Нет контакта…
- 1981 — Семя зла
- 1981 — Мы и наши родители
- 1981 — Звездный лидер
- 1982 — Есть точный адрес
- 1982 — Кое-что для души
- 1982 — Два лика Хроноса
- 1982 — Порт Перпетуум
- 1982 — Пирамида
- 1982 — Путь Одноклеточных
- 1982 — Дефицитный хвост
- 1982 — Коммуникабельный гуманоид
- 1983 — Планета за 100000, или Как мы с Биллом продавали рептилию нашему большому другу Мак-Грегори
- 1983 — На перекрестке
- 1983 — Виртуальный человек
- 1983 — В абсурдокамере
- 1983 — Уровень жизни
- 1985 — Истинная правда
- 1987 — Признание
- 1987 — Над пульсаром
- 1987 — Операция «Прогрессор»
- 1991 — Шедевр Максимушкина